# Josh Hodge
Pour les articles homonymes, voir Hodge.
Pas d'image ? Cliquez ici

a Compétitions nationales et continentales officielles uniquement.

b Matchs officiels uniquement.
Dernière mise à jour le 25 décembre 2024.
Josh Hodge, né le 23 mai 2000 à Lancaster (Angleterre), est un joueur anglais de rugby à XV jouant au poste d'arrière aux Exeter Chiefs.

## Biographie
Josh Hodge est formé aux Newcastle Falcons, puis il signe un contrat senior avec le centre de formation du club en 2018.
En 2019, il termine meilleur réalisateur du Championnat du monde junior avec l'équipe d'Angleterre des moins de 20 ans en ayant marqué 62 points.
Il joue son premier et unique match avec son club formateur pendant la saison 2019-2020, lors d'un match de deuxième division contre le Yorkshire Carnegie et marque un essai. Au mois de février 2020, il est sélectionné en équipe d'Angleterre en tant qu'apprenti pendant le Tournoi des Six Nations.
À l'été 2020, il quitte les Newcastle Falcons et rejoint les Exeter Chiefs.
En février 2024, il marque onze points avec l'Angleterre A (équipe d'Angleterre réserve) dans un match remporté 91 à 5 contre le Portugal.
En 2024-2025, il perd la finale de la Coupe d'Angleterre, battu 48 à 14 par Bath Rugby.

## Palmarès

### En club
- Newcastle Falcons
  - Vainqueur du Championnat d'Angleterre de 2e division en 2020

- Exeter Chiefs
  - Vainqueur du Championnat d'Angleterre en 2020
  - Finaliste du Championnat d'Angleterre en 2021
  - Finaliste de la Coupe d'Angleterre en 2025

### Distinctions personnelles
- Meilleur réalisateur du Championnat du monde junior en 2019 (62 points)